# Astro-Physics
Astro-Physics, Inc. – jedna z największych na świecie firm produkujących teleskopy oraz montaże paralaktyczne i inne akcesoria – głównie do produkowanych przez siebie apochromatycznych teleskopów soczewkowych. Powstała w 1975 r. firma koncentruje się na wytwarzaniu sprzętu do obserwacji i fotografii. Produkowane tu teleskopy mają aperturę z zakresu od 90 mm do 250 mm.